# Nikita Iourievitch Troubetskoï
Le prince Nikita Iourievitch Troubetskoï (en russe : Никита Юрьевич Трубецкой), né le 26 mai 1699 et décédé le 16 octobre 1767, était un militaire et un homme politique russe. Il fut maréchal, procureur général du 28 avril 1740 au 15 août 1760, président du Conseil militaire de 1760 à 1763 et franc-maçon.

## Famille
Fils du prince et général Iouri Troubetskoï (1668-1739) sénateur, gouverneur de Belgorod.
Le 11 avril 1722, Nikita Troubetskoï épousa la princesse Anastasia Gavrilovna Golovkina (1735).
Cinq enfants sont nés de cette union :
- Alexandre Nikititch Troubetskoï (1723-1726)
- Piotr Nikititch Troubetskoï (1724-1791)
- Ivan Nikititch Troubetskoï (1725-1803)
- Sergueï Nikititch Troubetskoï (1731-1812) (général)
- Alexandre Nikititch Troubetskoï (1733-1737)

Veuf, Nikita Troubetskoï épousa le 10 novembre 1735, la princesse Anna Droutskaïa-Sokolinskaïa (1712-1780).
Dix enfants sont nés de cette union :
- Iouri Nikititch Troubetskoï (1736-1811)
- Nicolas Nikititch Troubetskoï (1737-1742)
- Maria (1742-1742)
- Nicolas Nikititch Troubetskoï (1744-1821)
- Elena (1744-1821)
- Elena (1745-1832) qui épouse le futur procureur général de Russie Alexandre Viazemsky
- Catherine (1747-1791) religieuse au couvent Smolny
- Alexandre Nikititch Troubetskoï (1751-1778)
- Vassili Nikititch Troubetskoï
- Anna Narychkina (1737-1760)

## Biographie
Entre 1715 et 1717, Troubetskoï étudia à l'étranger.

### Carrière militaire
Le prince commença sa carrière militaire au régiment Préobrajenski (1719). En 1730, il fut l'un des ardents opposants opposant au Conseil suprême, il soutint pour cela Anne Ire de Russie. Il prit part à tous les conflits de la Russie jusqu'en 1740.

### Carrière politique
À cette date, Nikita Iourievitch Troubetskoï fut nommé Procureur général du Sénat, il demeura à ce poste jusqu'en 1760. Il dirigea l'enquête et le procès d'Andreï Osterman (1741), d'Alekseï Bestoujev-Rioumine (1758) et bien d'autres. En 1750, il devint sénateur et Élisabeth Ire de Russie le nomma Président du Conseil militaire. Il fut mis à la retraite en 1763. Le prince fut exilé sur ses terres pour avoir ourdi un complot avec Nicolas Novikov afin d'attirer un grand-duc de Russie dans la franc-maçonnerie.
Le prince Nikita Iourievitch Troubetskoï fut connu pour son esprit éclairé et un connaisseur d'art. Il eut pour amis, le prince Antioche Cantemir et l'écrivain Mikhaïl Kheraskov.